# Ганс-Ульріх Шолле
Ганс-Ульріх Шолле (нім. Hans-Ulrich Scholle; 30 вересня 1909, Крепелін — 26 січня 1968) — німецький офіцер-підводник, оберлейтенант-цур-зее резерву крігсмаріне.

## Біографія
27 січня 1938 року вступив на флот.  З 5 вересня 1942 по 26 лютого 1942 року пройшов курс підводника, з 27 лютого по 24 березня — курс командира взводу. З 25 березня по 10 травня 1943 року — додатковий вахтовий офіцер на підводному човні U-388. З 24 червня 1943 року — 1-й вахтовий офіцер на U-985. З 16 квітня по 5 червня 1944 року пройшов курс командира човна. З 25 серпня по 30 листопада 1944 року — командир U-2328. 1 грудня 1944 року переданий в розпорядження 4-ї флотилії. З 2 лютого 1945 року — командир U-328. 9 травня 1945 року здався британським військам в Бергені. 7 листопада 1947 року звільнений.

## Звання
- Рекрут (27 січня 1938)
- Матрос-єфрейтор резерву (25 лютого 1939)
- Боцмансмат резерву (1 вересня 1941)
- Боцман резерву (1 березня 1942)
- Обербоцман резерву (1 вересня 1942)
- Лейтенант-цур-зее резерву (1 січня 1943)
- Оберлейтенант-цур-зее резерву (1 червня 1944)

## Нагороди
- Залізний хрест 2-го класу (14 березня 1944)
- Нагрудний знак підводника (14 березня 1944)